# تلورید قلع
تلورید قلع (به انگلیسی: Tin telluride) با فرمول شیمیایی SnTe یک ترکیب شیمیایی است. که جرم مولی آن ۲۴۶٫۳۱ g/mol می‌باشد. شکل ظاهری این ترکیب، جامد قهوه‌ای تیره است.